# Frank Dobson
Frank Gordon Dobson (ur. 15 marca 1940 w Yorku, zm. 11 listopada 2019)) – brytyjski polityk, minister w rządzie Tony’ego Blaira, członek Partii Pracy.
Wykształcenie odebrał w London School of Economics. Następnie pracował w Central Electricity Generating Board oraz w Electricity Council. W 1964 r. bez powodzenia kandydował w wyborach do rady okręgu Camden. Wybory wygrał dopiero w 1971 r. Wkrótce został przewodniczącym reprezentantów Partii Pracy w radzie oraz przewodniczącym samej rady. Stało się to w 1973 r. po rezygnacji dotychczasowej przewodniczącej Millie Miller. Z członkostwa w radzie zrezygnował w 1975 r. i rozpoczął pracę jako bezpartyjny asystent sekrtarza w biurze lokalnego Rzecznika Praw Obywatelskich.
W 1979 r. został wybrany do Izby Gmin jako reprezentant okręgu Holborn and St Pancras South. Od likwidacji tego okręgu w 1983 r. Dobson reprezentuje okręg wyborczy Holborn and St Pancras. W latach 1981–1983 był opozycyjnym mówcą ds. edukacji, w latach 1983–1987 ministrem zdrowia w gabinecie cieni, w latach 1987–1989 był przewodniczącym Izby Gmin w gabinecie cieni, w latach 1989–1992 ministrem energii w gabinecie cieni, w latach 1992–1993 ministrem zatrudnienia, w latach 1993–1994 ministrem transportu, w latach 1994–1997 ministrem środowiska, a w latach 1993–1997 ministrem ds. Londynu w gabinecie cieni.
Kiedy w 1997 r. Partia Pracy wygrała wybory Dobson został ministrem zdrowia. Na tym stanowisku był jednym z pomysłodawców utworzenia sieci szpitali finansowanych z prywatnej kieszeni. Ministrem zdrowia był do 1999 r. W 2000 r. Dobson startował w wyborach na burmistrza Londynu, ale zajął dopiero trzecie miejsce. Był przeciwnikiem angażowania się Wielkiej Brytanii w wojnie w Iraku.
Hobby Dobsona to spacery, teatr, krykiet i piłka nożna. Jego żonaty, ma troje dzieci.